# Deutsch-Soziale Union

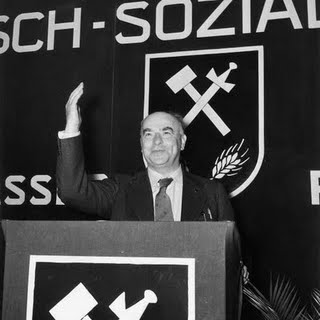
Otto Strasser auf einer Veranstaltung der DSU

Die Deutsch-Soziale Union (DSU) war eine deutsche rechtsextreme Kleinpartei unter der Führung von Otto Strasser, der Ende der 1920er Jahre dem linken, also antikapitalistischen, sozialrevolutionären Flügel der NSDAP angehört hatte. Diese politische Partei wurde am 17. Juni 1956 in Miltenberg gegründet und bestand bis zum 25. Mai 1962.
Der DSU gelang es nicht, bei Wahlen nennenswerte Stimmen auf sich zu ziehen. 1960 wurde Johann Löw als Vorsitzender gewählt (Strasser wurde Ehrenpräsident). Der Nachfolger Erhard Kliese gründete 1962 als Abspaltung die Unabhängige Arbeiter-Partei. 